# Neoscona dhruvai
Neoscona dhruvai – gatunek pająka z rodziny krzyżakowatych.
Gatunek ten opisany został po raz pierwszy w 1994 roku przez S.K. Patela i S. Nigama na łamach czasopisma „Journal of Ecobiology”. Jako miejsce typowe wskazano Akbarpur w dystrykcie Kanpur w Uttar Pradesh w Indiach.
Pająk ten osiąga 8 mm długości ciała przy karapaksie długości 4 mm i szerokości 3 mm oraz opistosomie (odwłoku) długości 7 mm i szerokości 3 mm. Karapaks jest żółtawobrązowy. Część głowowa jest zwężona i lekko wyniesiona, zaopatrzona w ośmioro oczu. Oczy pary przednio-bocznej leżą znacznie bardziej z tyłu niż przednio-środkowej, a tylno-bocznej nieco bardziej z tyłu niż tylno-środkowej. Oczy par środkowych rozmieszczone są na planie nieco dłuższego niż szerszego, nieco węższego w tyle trapezu. Mocne, żółtawe szczękoczułki mają po trzy zęby na każdej krawędzi. Szersza niż dłuższa warga dolna jest ciemnobrązowa z rozjaśnioną krawędzią odsiebną, a szczęki są kwadratowawe, jasnożółte z brązową krawędzią przednią. Sternum jest podługowato-sercowate z szpiczastym tyłem, żółtawe. Odnóża również są żółtawe. Opistosoma jest prawie owalna, ku tyłowi zwężona, z wierzchu żółtawobiała z kredowobiałą łatą i pięcioma parami brązowawych plamek, od spodu żółtawobiała z brązowymi i białymi łatami. Płytka płciowa samicy odznacza się krótkim, tęgim, języczkowatym, pośrodku przewężonym trzonkiem.
Pajęczak orientalny, endemiczny dla Indii, znany tylko ze stanu Andhra Pradesh.